# Amphoe Mueang Nakhon Pathom
Mueang Nakhon Pathom (thaï : นครชัยศรี est un amphoe de la province de Nakhon Pathom, dans le centre de la Thaïlande

## Points d'intérêt

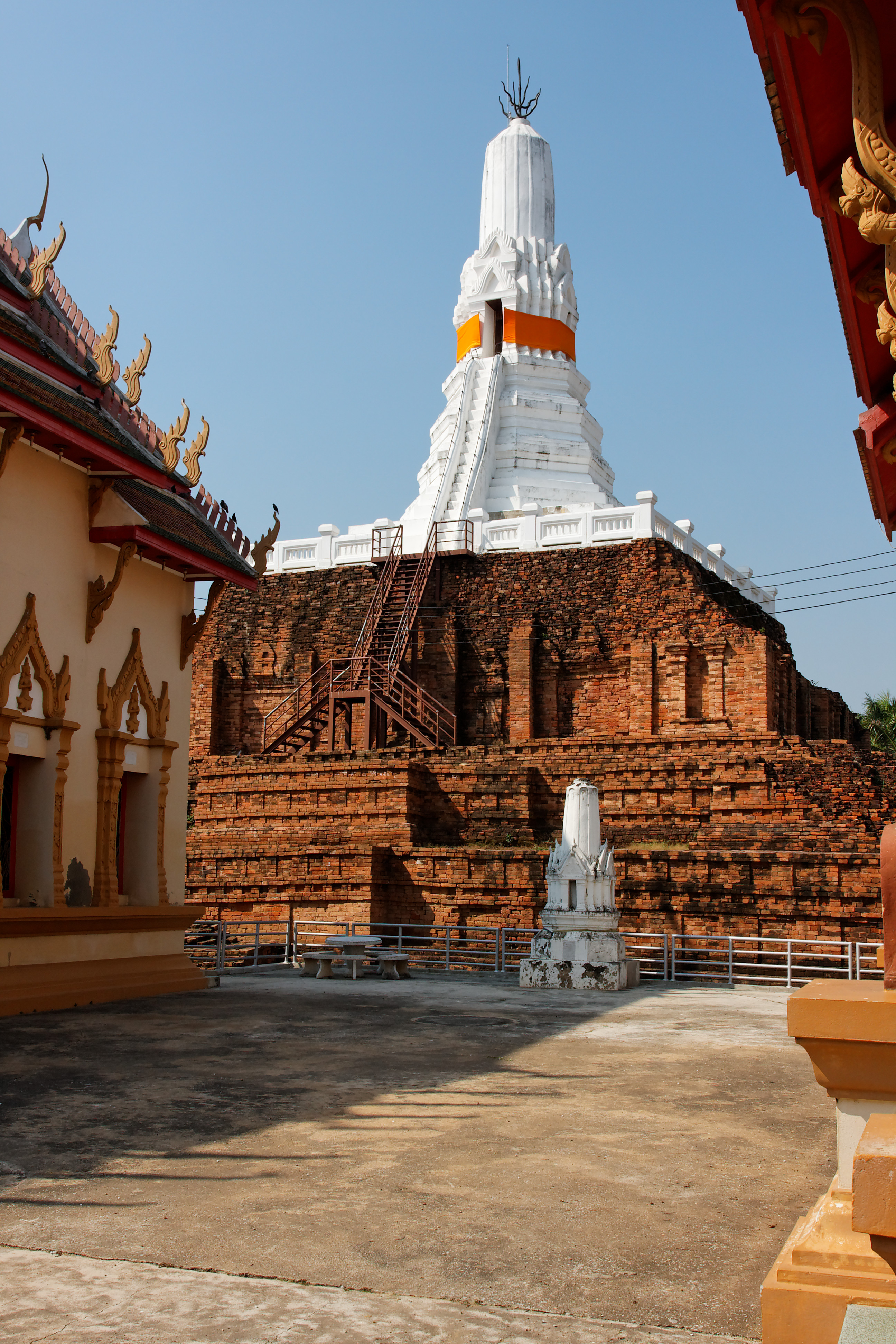
Phra Prathon Chedi (en)